# Wayne Coyne
Wayne Michael Coyne, född 13 januari 1961 i Pittsburgh, Pennsylvania, men uppväxt i Oklahoma City, är en amerikansk sångare, musiker och låtskrivare. Coyne är frontfigur och sångare i den amerikanska experimentella rockgruppen The Flaming Lips. Han var en av grundarna till gruppen 1983 tillsammans med brodern Mark Coyne och basisten Michael Ivins. Han spelar en vital roll i gruppens psykedeliska scenshow där han bland annat gör entré i en stor bubbla färdandes i ett UFO. Han har även regisserat filmen Christmas on Mars.
2003 medverkade Wayne Coyne på låten "The Golden Path" med The Chemical Brothers. Låten utgavs som singel, men finns med på samlingsalbumet Singles 93–03. 
2006 medverkade Coyne i det svenska musikprogrammet Musikministeriet.
Wayne Coyne bidrar på låten "The Perfect Life" på Moby's album Innocents, utgivet i oktober 2013.